# Napoleonstein Gonsenheim

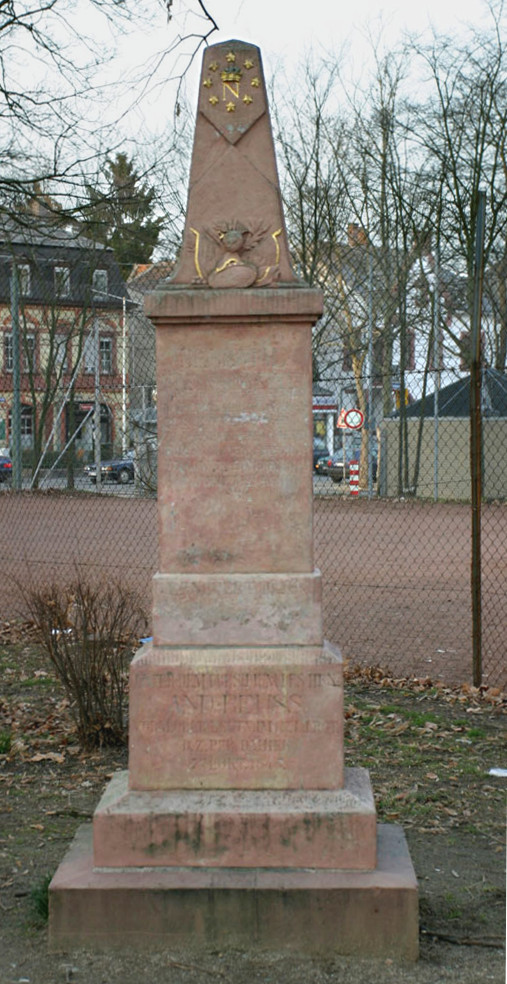
Napoleonstein Gonsenheim in voller Ansicht

Der Napoleonstein Gonsenheim ist ein 1839 im damaligen Gonsenheim bei Mainz aufgestellter Gedenkstein der Gonsenheimer Bürger, die unter Napoleon Bonaparte in der Napoleonischen Armee dienten. Neben einer kurzen Inschrift listet der Gedenkstein alle 40 Gonsenheimer Bürger mit ihrem damaligen Rang und ihrer Einheit in der französischen Armee sowie ihrem Sterbedatum auf. Er steht heute in der Pfarrer-Grimm-Anlage in dem seit 1939 eingemeindeten Mainz-Gonsenheim und ist eines von insgesamt vier Denkmälern, die Mainzer Veteranen im Gedenken ihrer Militärtätigkeit und zu Ehren Napoleons gesetzt haben. Der Napoleonstein zählt zu den Kulturdenkmälern des Vorortes.

## Gonsenheim als Teil von Frankreich
Das damals vor den Toren der Stadt Mainz gelegene Dorf Gonsenheim war bereits 1792/1793 sowie seit dem Frieden von Campo Formio 1797 wie alle linksrheinischen Gebiete des ehemaligen Kurfürstentums Mainz in französischer Hand. Im Frieden von Luneville 1801 wurde das gesamte Gebiet auch offiziell an Frankreich abgetreten. Spätestens seit der vollständigen Gleichstellung der linksrheinischen Départements mit denen in Frankreich ab dem September 1802 galt die vollständige französische Gesetzgebung, die auch eine Pflicht zum Militärdienst beinhaltete. Der Maire des Ortes musste dazu mindestens einmal im Jahr, oft auch mehrmals, einen „Rekrutierungsausschuss“ einberufen. Dieser musterte dann alle Männer über 16 Jahre auf ihre Tauglichkeit und auf ihre Verfügbarkeit für das Militär. Wurden geeignete Männer zuerst durch ein Losverfahren (Gesetz vom 20. Dezember 1804) ermittelt und einberufen, wurde in späteren Jahren und insbesondere nach den hohen Verlusten im Russlandfeldzug 1812 die Einberufungspolitik mit den sogenannten Konskriptionen wesentlich rigider.

## Der Gonsenheimer Veteranenverein
Zum Ende der französischen Ära, 1815, zählte Gonsenheim circa 1200 Einwohner, wovon zuvor mindestens 40 namentlich bekannte Bürger Kriegsdienst leisteten. Elf davon starben ab dem Jahr 1806 in den napoleonischen Kriegen, die meisten in der Spätphase der Grande Armée. Die überlebenden und namentlich genannten Bürger von Gonsenheim gründeten spätestens nach 1833 und nach dem Vorbild des in diesem Jahr gegründeten Mainzer Veteranenvereins unter Leitung des Mainzer Bürgermeisters Stephan Metz, selbst Veteran, ihren eigenen Veteranenverein. 
Andere umliegende Dörfer wie Hechtsheim, Kastel oder Nieder-Olm folgten ebenfalls dem Mainzer Beispiel. Am 10. September 1839, dem Geburtstag der Landesherrin Wilhelmine von Baden, Ehefrau Ludwigs II., des Großherzogs von Hessen und bei Rhein, konnte der Gonsenheimer Veteranenverein seinen Gedenkstein auf dem damaligen Friedhofsgelände (heute: Pfarrer-Grimm-Anlage) aufstellen.

## Der Napoleonstein

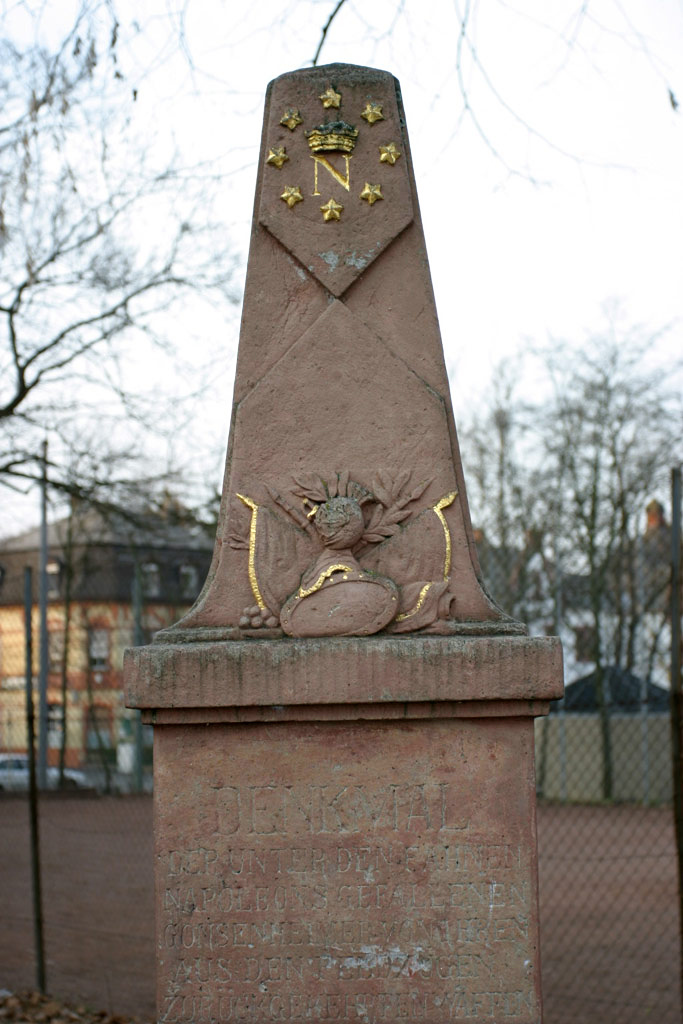
Detail des Napoleonsteins Gonsenheim

Der Gedenkstein, in der Regel als Napoleonstein bezeichnet, besteht aus rotem, mittlerweile stark verwittertem Rotsandstein. Auf einem quadratischen mehrstufigen Podest folgt eine dreigegliederte rechteckige Säule. Sie trägt auf der dem Betrachter zugewandten Seite die Hauptinschrift. Auf der linken und rechten Seite finden sich die Namenseinträge der Veteranen. Abschließend kommt ein obeliskenförmiger, sich nach oben hin verjüngender Abschluss. Die obere Spitze des Obelisks zeigt ein großes vergoldetes N für Napoleon, gekrönt von einer Kaiserkrone und gleichmäßig umgeben von acht Empiresternen. Weitere schmückende Elemente darunter sind Kriegsattribute wie Fahnen, antikisierende Helme oder Lorbeerkränze.
| Inschrift auf der Vorderseite: |
| --- |
| Denkmal der unter den Fahnen Napoleons gefallenen Gonsenheimer, von ihren aus den Feldzügen zurückgekehrten Waffen- brüdern auf dem Friedhof von Gonsenheim Errichtet im Jahre des Herrn 1839. Unter dem Presidium des Hrn. And. Reuss vorm. Ober Leutnant im 107. LI.RGT DZ Per Dahier Erneuert 1926 |

## Gute alte Zeit, Napoleonverehrung und Gedenken an alte Kameraden
Wie mit vielen anderen Napoelonsteinen in der näheren und ferneren Umgebung (Wolfgang Höpp listet insgesamt 17 Gedenksteine alleine in Mainz und Rheinhessen auf) waren auch mit der Aufstellung des Gonsenheimer Napoleonsteins unterschiedliche Gründe und Absichten verbunden. Mit der Zugehörigkeit zu Frankreich bis 1815 verbanden die Gonsenheimer Bürger meist positive Aspekte wie die Abschaffung adeliger und kirchlicher Privilegien wie zum Beispiel des Kirchenzehnten oder die Gleichstellung aller Personen vor der Justiz. Die liberale Gesetzgebung durch Napoleons Code civil wirkte nach wie vor fast unverändert in den Rheinischen Konstitutionen weiter. Im Gegensatz zu frankophoben Entwicklungen in anderen deutschen Landen gab es in den ehemals französisch besetzten linksrheinischen Gebieten nach wie vor Sympathien für die „gute alte Zeit“. Die Person, die diese Veränderungen gewissermaßen verkörperte, war Napoleon. Es gab dadurch einen mehr oder weniger inoffiziellen Napoleonkult. Auch seine Fähigkeiten als charismatischer und oft siegreicher Anführer im Kampf wurden immer noch, wenn auch im Laufe der Zeit in verklärter Form, bewundert. Man war stolz, unter seinen Fahnen gedient zu haben, und zeigte dies entsprechend in den Veteranenvereinen.
Gleichzeitig trat mit dem Beginn des 19. Jahrhunderts durch eine Veränderung des Totenkults ein anderer Umgang mit den gefallenen Soldaten ein. Früher wurde nur bekannter militärischer Anführer gedacht; der gemeine Soldat war in der Regel anonym und geriet schnell in Vergessenheit. Durch die wachsende Bedeutung des Begriffs der Nation (im napoleonischen Kaiserreich wie auch beispielsweise zur gleichen Zeit in Preußen) und der patriotisch-nationalen Verherrlichung des Soldatentods waren die einfachen Soldaten eines pietätvolleren Gedenkens würdig geworden, und als eine Besonderheit wurden die noch lebenden Verblieben in dieses Gedenken einbezogen. Man pflegte die alte Kameradschaft, half in Not geratenen ehemaligen Soldaten und ehrte sie nach ihrem Tod mit der Hinzufügung ihres Namens auf dem Napoleonstein. Bei dem Gonsenheimer Napoleonstein datieren die ersten Einträge bis in das Jahr 1806 zurück. Der letzte lebende Gonsenheimer und ehemaliger französische Soldat aus Gonsenheim starb erst 1875.